# Managua (pays fictif)
Pour l’article homonyme, voir Managua.
Le Managua (à ne pas confondre avec la ville réelle de Managua), est un État fictif d'Amérique du Sud, siège d'une des aventures de Tanguy et Laverdure : Les Anges noirs en 1968.
Gentilé : mañaguano (en français, Managuayen). Sa langue officielle est l'espagnol ; sont également présentes des langues indiennes apparentées au nahuatl. La principale ressource du pays est le tourisme côtier.
Le Managua présente un paysage riche en forêts vierges, en zones désertiques et en montagnes.
Le Managua connait des litiges avec l'État voisin de San Martin, notamment à propos de la province de Torréon, riche en pétrole et en tungstène.